# Agustín Peña
Alejandro Agustín Peña Montero (Montevideo, 8 marzo 1989) è un ex calciatore uruguaiano, di ruolo difensore.

## Biografia
È il figlio di José Enrique Peña e il fratello di Álvaro Enrique Peña, a loro volta calciatori.

## Palmarès

### Club

#### Competizioni nazionali
- Segunda División Profesional de Uruguay: 1

Montevideo City Torque: 2019